# Danh sách súng bullpup
Bullpup là thiết kế các loại súng mà cả bộ khóa nòng và hộp đạn đều được lắp phía sau cò súng hay nói cách khác là ở ngay sát mặt của xạ thủ khi ngắm bắn. Thiết kế này giúp cho hộp khóa nòng và báng súng nhập làm một, vì thế nó không cần tốn không gian để phải có báng súng dài như các thiết kế thông thường.
Điều này khiến cho chiều dài tổng thể của súng ngắn hơn nhưng nòng súng không hề ngắn hơn nên vẫn giữ nguyên được độ chính xác nó còn giúp tăng tính cơ động và làm trọng lượng trở nên nhẹ hơn, tuy nhiên nó cũng có một số nhược điểm so với súng thông thường như việc ngắm bắn khó hơn, thay băng đạn mất nhiều thời gian hơn, đánh cận chiến khó khăn hơn (do hộp đạn gắn liền với báng súng).
Dưới đây là danh sách những khẩu súng có thiết kế từng được chế tạo và sử dụng trên thế giới.
| Tên                                      | Nhà sản xuất                                                | Hình                            | Loại đạn | Quốc gia                               | Năm                                    |
| ---------------------------------------- | ----------------------------------------------------------- | ------------------------------- | --- | -------------------------------------- | -------------------------------------- |
| A-91                                     | KBP Instrument Design Bureau                                |                                 | 5.45×39mm 5.56×45mm NATO | Nga                                    | 1990                                   |
| Súng trường đổ bộ ADS                    | TSKIB SOO                                                   |                                 | 5.45×39mm | Nga                                    | 2007                                   |
| Advanced Individual Combat Weapon        | DSTO Metal Storm Tenix Defence                              |                                 | 5.56×45mm NATO lựu đạn 40mm | Úc                                     | 2005 (nguyên mẫu)                      |
| AGM-1 Carbine                            | AL.GI.MEC.Srl                                               |                                 | 9×19mm Parabellum .45 ACP .22 Long Rifle | Ý                                      | Những năm 1980                         |
| Armtech C30R                             | Armtech Pty Ltd                                             |                                 | 5.56×45mm NATO | Úc                                     | 1986                                   |
| ASh-12.7                                 | Izhmash                                                     |                                 | 12.7×55mm | Nga                                    | 2010                                   |
| Barrett M90                              | Barrett Firearms Manufacturing                              |                                 | .50 BMG (12.7×99mm NATO) | Hoa Kỳ                                 | 1990                                   |
| Barrett M95                              | Barrett Firearms Manufacturing                              |                                 | .50 BMG (12.7×99mm NATO) | Hoa Kỳ                                 | 1995                                   |
| Barrett XM500                            | Barrett Firearms Manufacturing                              | Tập tin:Barrett XM500.jpg       | .50 BMG | Hoa Kỳ                                 | 2006                                   |
| Súng ngắn Bushmaster Arm                 | Gwinn Firearms                                              |                                 | 5.56×45mm | Hoa Kỳ                                 | 1977                                   |
| Bushmaster M17S                          | Bushmaster Firearms International                           |                                 | 5.56×45mm NATO | Úc                                     | 1992                                   |
| BR18                                     | ST Kinetics                                                 |                                 | 5.56×45mm NATO | Singapore                              | 2012-2014 (nguyên mẫu) 2018 (sản xuất) |
| Desert Tactical Arms Stealth Recon Scout | Desert Tactical Arms                                        |                                 | .243 Winchester 7.62×51mm (.308 Winchester) .300 Winchester Magnum .338 Lapua Magnum                                                           | Hoa Kỳ                                 | 2008                                   |
| Dragunov SVU                             | Central Design Research Bureau of Sporting and Hunting Arms |                                 | 7.62×54mmR | Nga                                    | 1994                                   |
| DSR-Precision GmbH DSR-1                 | DSR-precision GmbH                                          |                                 | .308 Winchester .300 Winchester Magnum .338 Lapua Magnum                                                                                       | Đức                                    | 2000                                   |
| DSR-50                                   | DSR-precision GmbH                                          |                                 | .50 BMG (12.7×99mm NATO) | Đức                                    | 2000                                   |
| EM-2                                     | Royal Small Arms Factory                                    |                                 | .280 (7 mm Mk1Z) 7.62×51mm NATO 6.25×43mm | Anh Quốc                               | 1948                                   |
| FAMAS                                    | Nexter                                                      |                                 | 5.56×45mm NATO | Pháp                                   | 1975                                   |
| Falcon                                   | Zbrojovka Vsetín Inc.                                       |                                 | 12.7×108mm .50 BMG (12.7×99mm) | Cộng hòa Séc                           | 1998                                   |
| FN F2000                                 | FN Herstal                                                  |                                 | 5.56×45mm NATO | Bỉ                                     | 2001                                   |
| FN P90                                   | FN Herstal                                                  |                                 | FN 5.7×28mm | Bỉ                                     | 1990                                   |
| Gepard                                   | SERO Ltd                                                    |                                 | 12.7×108mm .50 BMG 14.5×114mm | Hungary                                | 1990                                   |
| Heckler & Koch G11                       | Heckler & Koch                                              |                                 | 4.73×33mm caseless ammunition 4.7×2mm 4.3mm 4.9mm 4.73×25mm caseless ammunition                                                                | Tây Đức                                | 1968                                   |
| Heckler & Koch HK CAWS                   | Heckler & Koch                                              |                                 | 12 gauge | Tây Đức                                | Những năm 1980                         |
| High Standard Model 10                   | High Standard Manufacturing Company                         |                                 | 12 gauge | Hoa Kỳ                                 | Những năm 1950                         |
| HS Produkt VHS                           | HS Produkt                                                  |                                 | 5.56×45mm NATO | Croatia                                | 2005                                   |
| Tavor TAR-21                             | Israel Weapon Industries                                    |                                 | 5.56×45mm NATO 9×19mm Parabellum 5.56×30mm MINSAS 5.45×39mm                                                                                    | Israel                                 | 1995                                   |
| Tavor X95                                | Israel Weapon Industries                                    |                                 | 5.56×45mm NATO 5.45×39mm .300 AAC Blackout 9×19mm Parabellum 5.56×30mm MINSAS                                                                  | Israel                                 | 2003                                   |
| Tavor 7                                  | Israel Weapon Industries                                    |                                 | 7.62×51mm (.308 Winchester) | Israel                                 | 2013                                   |
| Interdynamics MKR                        | Interdynamics AB                                            |                                 | 4.5×26mm MKR | Thụy Điển                              | 1980s                                  |
| JS 9 mm                                  | China South Industries Group                                |                                 | 9×19mm DAP92-9 9×19mm Parabellum | Trung Quốc                             | 2006                                   |
| K-3                                      | Garni-ler                                                   |                                 | 5.45×39mm | CHXHCNXV Armenia (hiện tại là Armenia) | Những năm 1990                         |
| Súng trường KAL1                         | Small Arms Factory Lithgow                                  |                                 | 7.62×51mm NATO | Úc                                     | 1970                                   |
| M17S556                                  | K&M ARMS                                                    | Tập tin:M17S556.jpg             | .223 REM 5.56×45mm NATO | Hoa Kỳ                                 | 2014 - nay                             |
| Kel-Tec KSG                              | Kel-Tec CNC Industries                                      | Tập tin:Kel-Tec KSG (2).jpg     | 12 gauge | Hoa Kỳ                                 | 2011                                   |
| Kel-Tec RFB                              | Kel-Tec CNC Industries                                      |                                 | 7.62×51mm NATO | Hoa Kỳ                                 | 2003                                   |
| Kel-Tec RDB                              | Kel-Tec CNC Industries                                      |                                 | 5.56×45mm NATO | Hoa Kỳ                                 | 2014                                   |
| KH-2002                                  | Defense Industries Organization                             |                                 | 5.56×45mm NATO | Iran                                   | 2001                                   |
| KSVK 12.7                                | Degtyarev plant                                             |                                 | 12.7×108mm | Nga                                    | 1997                                   |
| L64/65                                   | Royal Small Arms Factory                                    |                                 | 4.85×49mm | Anh Quốc                               | 1964                                   |
| L85                                      | BAE Systems                                                 |                                 | 5.56×45mm NATO | Anh Quốc                               | Những năm 1970                         |
| L86A1                                    | BAE Systems                                                 |                                 | 5.56×45mm NATO | Anh Quốc                               | Những năm 1970                         |
| LAPA FA-03                               | Laboratorio de Pesquisa de Armamento Automatico             |                                 | 5.56×45mm NATO | Brasil                                 | Những năm 1970                         |
| M89SR                                    | Technical Equipment International                           |                                 | 7.62×51 NATO | Israel                                 | Những năm 1980                         |
| Magpul PDR                               | Magpul Industries                                           | Tập tin:Magpul PDR Sideview.png | 5.56×45mm NATO | Hoa Kỳ                                 | 2012                                   |
| Mambi AMR                                |                                                             |                                 | 14.5×114mm | Cuba                                   | Những năm 1980                         |
| Model 45A                                |                                                             |                                 | .30-06 Springfield | Hoa Kỳ · Philippines                   | 1945                                   |
| MSBS-5.56B                               | FB "Łucznik" Radom                                          |                                 | 5.56×45mm NATO | Ba Lan                                 | 2017                                   |
| NeoStead 2000                            | Truvelo Armoury                                             |                                 | 12 gauge | Nam Phi                                | 1991                                   |
| Norinco Type 86S                         | China North Industries Corporation                          |                                 | 7.62×39mm | Trung Quốc                             | Những năm 1980                         |
| OTs-14 Groza                             | Tula Arms Plant                                             | Tập tin:OTS-14 Groza.jpg        | 9×39mm 7.62×39mm | Nga                                    | Những năm 1990                         |
| Pancor Jackhammer                        | Pancor Corporation                                          | Tập tin:Pancor Jackhammer.png   | 12 gauge | Hoa Kỳ                                 | 1984                                   |
| PAPOP                                    | GIAT Industries                                             |                                 | 5.56×45mm NATO | Pháp                                   | 1995                                   |
| PDSHP-1                                  | STC DELTA                                                   |                                 | 12.7×108mm 14.5×114mm | Gruzia                                 | 2012                                   |
| PDSHP-2                                  | STC DELTA                                                   |                                 | 12.7×108mm | Gruzia                                 | 2012                                   |
| QBB-95                                   | China North Industries Corporation                          |                                 | 5.8×42mm DBP87 | Trung Quốc                             | 1995                                   |
| QBU-88                                   | China North Industries Corporation                          |                                 | 5.8×42mm DBP87 5.56×45mm NATO | Trung Quốc                             | Những năm 1990                         |
| QBZ-95                                   | China North Industries Corporation                          | Tập tin:QBZ 95 PLA.png          | 5.8×42mm DBP87 | Trung Quốc                             | 1995                                   |
| QCW-05                                   | China South Industries Group                                |                                 | 5.8×21mm DCV05 | Trung Quốc                             | 2001                                   |
| Remington XP-100                         | Remington Arms Company                                      |                                 | .221 Fireball .22-250 Remington .223 Remington .250 Savage 6 mm BR Remington 7 mm BR Remington 7 mm-08 Remington .308 Winchester .35 Remington | Hoa Kỳ                                 | 1963                                   |
| RT-20                                    | Metallic                                                    |                                 | 20×110mm | Croatia                                | 1994                                   |
| S&T Daewoo K11                           | S&T Motiv                                                   |                                 | 5.56×45mm NATO 20×30mm grenade | Hàn Quốc                               | 2000                                   |
| S&T Daewoo XK8                           | S&T Motiv                                                   |                                 | 5.56×45mm NATO | Hàn Quốc                               | Những năm 2000                         |
| SAR-21                                   | ST Kinetics                                                 |                                 | 5.56×45mm NATO | Singapore                              | 1996                                   |
| Súng trường tự động Sieg                 |                                                             |                                 | .30-06 Springfield | Hoa Kỳ                                 | 1946                                   |
| Special Purpose Individual Weapon        |                                                             |                                 | 12 gauge XM110 5.6×53mm (Project SALVO) | Hoa Kỳ                                 | Những năm 1980                         |
| Steyr ACR                                | Steyr Mannlicher                                            |                                 | 5.56×45mm | Áo                                     | 1987                                   |
| Steyr AUG                                | Steyr Mannlicher                                            |                                 | 5.56×45mm NATO 9×19mm Parabellum | Áo                                     | Những năm 1970                         |
| Steyr IWS 2000                           | Steyr Mannlicher                                            |                                 | 14.5mm 15.2×169mm | Áo                                     |                                        |
| STG-556                                  | Microtech Small Arms Research                               |                                 | 5.56×45mm .223 Remington 6.8mm Remington SPC                                                                                                   | Hoa Kỳ                                 | 2007                                   |
| Thorneycroft carbine                     |                                                             |                                 | .303 British | Anh Quốc                               | 1901                                   |
| TKB-408                                  |                                                             |                                 | 7.62×39mm | Liên Xô                                | 1943                                   |
| TKB-022PM                                |                                                             |                                 | 7.62×39mm 5.6×39mm | Liên Xô                                | Những năm 1960                         |
| TKB-059                                  | Tula Arms Plant                                             |                                 | 7.62×39mm M43 | Liên Xô                                | 1962                                   |
| TKB-011 2M                               |                                                             |                                 | 7.62×39mm | Liên Xô                                | 1965                                   |
| TKB-0146                                 |                                                             |                                 | 5.45×39mm | Liên Xô                                |                                        |
| UTAS UTS-15                              | UTAS                                                        |                                 | 12 gauge | Thổ Nhĩ Kỳ                             | 2006                                   |
| Valmet M82                               | Valmet                                                      |                                 | 5.56×45mm NATO 7.62×39mm | Phần Lan                               | 1978                                   |
| VB Berapi LP06                           | VB Berapi                                                   |                                 | 5.56×45mm NATO | Malaysia                               | 2006                                   |
| Vektor CR-21                             | Denel Land Systems                                          |                                 | 5.56×45mm NATO | Nam Phi                                | 1997                                   |
| Vepr                                     | National Space Agency of Ukraine                            |                                 | 5.45×39mm | Ukraina                                | 2001                                   |
| VSSK Vykhlop                             | Central Design Bureau of Sporting and Hunting Weapons       |                                 | 12.7×55mm STs-130 | Nga                                    | 2002                                   |
| Walther G22                              | Walther arms                                                |                                 | .22 Long Rifle | Đức                                    | 2004                                   |
| Walther WA 2000                          | Walther arms                                                |                                 | 7.62×51mm NATO .300 Winchester Magnum 7.5×55mm Swiss                                                                                           | Tây Đức                                | Những năm 1970                         |
| WKW Wilk                                 | Zakłady Mechaniczne Tarnów                                  |                                 | .50 BMG | Ba Lan                                 | 2000                                   |
| XM25 CDTE                                | Heckler & Koch                                              | Tập tin:XM25CDTE.png            | 25×40mm | Đức                                    | 2010                                   |
| XM29 OICW                                | Heckler & Koch Alliant Techsystems                          |                                 | 5.56×45mm NATO 20×85mm | Hoa Kỳ · Đức                           | 1996                                   |